# 지미 듀란트

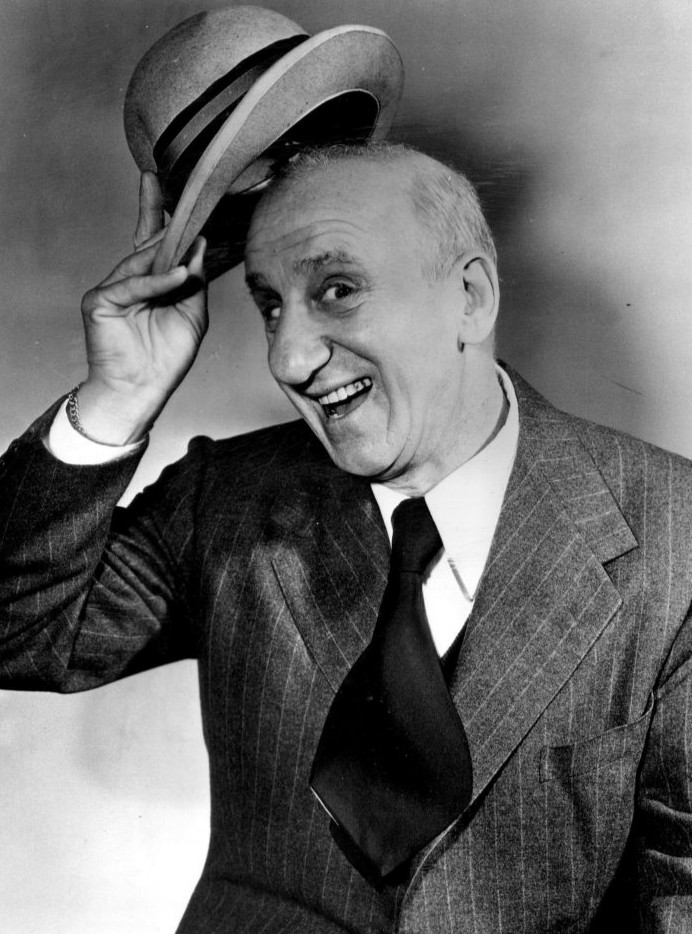

지미 듀란트(Jimmy Durante, 1893년 2월 10일 ~ 1980년 1월 29일)는 미국의 희극 배우, 피아노 연주자, 영화배우, 텔레비전 배우, 연극 배우, 성우, 가수이다.
맨해튼에서 태어났으며 샌타모니카에서 폐렴으로 사망하였다.

## 영화
- 밥 호프: 헐리우즈 브라이티스트 스타 (1996년) - 본인 역
- 엔터테인먼트 (1974년)
- 프로스티 더 스노우맨 (1969년)
- 매드 매드 대소동 (1963년)
- 뷰티 오브 어 우먼 (1962년) - 본인 역
- 빌리 로즈스 점보 (1962년)
- 페페 (1960년)
- 크리스마스 소원 (1950년)
- 외딴 섬에서 당신과 함께 (1948년)
- 디스 타임 포 킵스 (1947년)
- 잇 해펀드 인 브룩클린 (1947년)
- 보스톤에서 온 두 자매 (1946년)
- 자매와 수병 (1944년)
- 백만인의 음악 (1944년)
- 만찬에 온 사나이 (1942년)
- 멜로디 랜치 (1940년)
- 리틀 미스 브로드웨이 (1938년)
- 샐리, 아이린 앤 메리 (1938년)
- 스튜던트 투어 (1934년)
- 헐리우드 파티 (1934년)
- 조지 화이트의 스캔달 (1934년)
- 헬 빌로우 (1933년)
- 미트 더 바론 (1933년)
- 브론디 오브 더 폴리스 (1932년)
- 쿠바인의 러브송 (1931년)